# Cerco de Odessa (1941)
O cerco de Odessa, conhecido pelos soviéticos como a defesa de Odessa, durou de 8 de agosto até 16 de outubro de 1941, durante a fase inicial da Operação Barbarossa, a invasão do Eixo da União Soviética durante a Segunda Guerra Mundial.
Odessa era um porto no Mar Negro na RSS da Ucrânia. Em 22 de junho de 1941, as potências do Eixo invadiram a União Soviética. Em agosto, Odessa tornou-se alvo do 4.º Exército romeno e de elementos do 11.º Exército alemão. Devido à forte resistência do 9.º Exército Independente soviético e do rapidamente formado Exército Costeiro Separado, apoiado pela Frota do Mar Negro, as forças do Eixo levaram 73 dias de cerco e quatro assaltos para tomar a cidade. As forças romenas sofreram 93.000 baixas, contra as baixas do Exército Vermelho estimadas entre 41.000 e 60.000.

## Prelúdio
Em 9 de julho de 1941, o Exército Costeiro Separado foi criado a partir das unidades do Grupo de Forças Costeiras. Em 22 de julho de 1941, começou o bombardeio de Odessa (grupos de bombardeiros atacaram a cidade duas vezes naquele dia). Como resultado do avanço da defesa soviética no rio Dniester pelo 11º Exército alemão e pelo 4º Exército romeno, a situação na direção de Odessa tornou-se mais complicada. No início de agosto de 1941, as tropas do 4º Exército romeno, comandadas pelo General Nicolae Ciupercă (5 divisões de infantaria, duas divisões de cavalaria e uma brigada motorizada), isolaram as unidades do Exército Marítimo (duas divisões de fuzileiros e a 1ª Divisão de Cavalaria) das principais forças da Frente Sul. Posteriormente, foi o 4º Exército romeno a principal força de ataque na luta por Odessa. Além das tropas romenas, a 72ª Divisão de Infantaria da Wehrmacht (em parte), 2 batalhões de assalto alemães e 4 batalhões de engenharia alemães, 3 divisões de artilharia pesada alemãs e, periodicamente, unidades da Luftwaffe também estiveram envolvidas perto de Odessa. No início de setembro, o número total de tropas germano-romenas perto de Odessa era de cerca de 277.000 soldados e oficiais, até 2.200 canhões e morteiros, 100-120 tanques e 300 a 400 aviões.

## A Batalha
A defesa de Odessa durou 73 dias, de 5 de agosto a 16 de outubro de 1941. Em 10 de agosto, no setor do 3.º Corpo, o grosso da 7.ª Divisão de Infantaria chegou a Elssas, enquanto a 1.ª Divisão da Guarda chegou ao entroncamento Estrasburgo – Petra Evdokievka. No setor do 5º Corpo, a 1ª Divisão Blindada rompeu a primeira linha de defesa de Odessa. Naquela noite, a divisão romena alcançou a segunda linha de defesa. A 1ª Brigada de Cavalaria tomou Severinovca e juntou-se à 1ª Divisão Blindada. Ao mesmo tempo, o 10º Regimento Dorobanți sobrepujou as forças soviéticas em Lozovaya. O 4.º Exército fechou gradualmente o círculo em torno de Odessa, mas a ofensiva foi temporariamente interrompida por Ion Antonescu em 13 de agosto para reforçar a linha a oeste da margem de Hadjibey.
A ofensiva foi retomada em 16 de agosto, quando as tropas romenas atacaram ao longo de toda a linha, capturando os reservatórios de água de Odessa em 17 de agosto. As forças soviéticas resistiram obstinadamente, lançando repetidos contra-ataques, infligindo e sofrendo pesadas baixas. A Força Aérea Real Romena apoiou ativamente as tropas terrestres, interrompendo o tráfego naval soviético de e para Odessa, e também destruindo um trem blindado em 20 de agosto.
Em 24 de agosto, apesar dos ataques constantes, os romenos estavam atolados na frente da linha principal de defesa soviética. O 4º Exército já havia sofrido 27.307 baixas, incluindo 5.329 mortos em combate. No entanto, os soviéticos também estavam enfraquecidos e, graças à captura de Kubanka, a artilharia pesada romena ameaçava agora o porto de Odessa. Nos três dias seguintes, houve uma pausa nos combates.
Em 28 de agosto, os romenos retomaram a ofensiva, reforçados por um batalhão de assalto alemão e dez batalhões de artilharia pesada. O 4º, 11º e 1º Corpos de Exército avançaram em direção a Gnileakovo e Vakarzhany, apenas para serem empurrados para trás em algumas áreas por um forte contra-ataque soviético no dia seguinte. A 30 de agosto, os romenos retomaram a iniciativa, mas ganharam muito pouco terreno. Hitler e o Alto Comando Alemão observaram que “Antonescu [estava] usando em Odessa as táticas da Primeira Guerra Mundial”, dependendo da infantaria para fazer ataques frontais sem apoio contra as defesas da linha de trincheiras soviéticas. Os soviéticos retomaram temporariamente Kubanka, mas foram rechaçados ao anoitecer. As tropas soviéticas em Vakarzhany foram cercadas e continuaram a lutar até 3 de setembro, quando a infantaria combinada alemã e romena atacou com sucesso a aldeia.

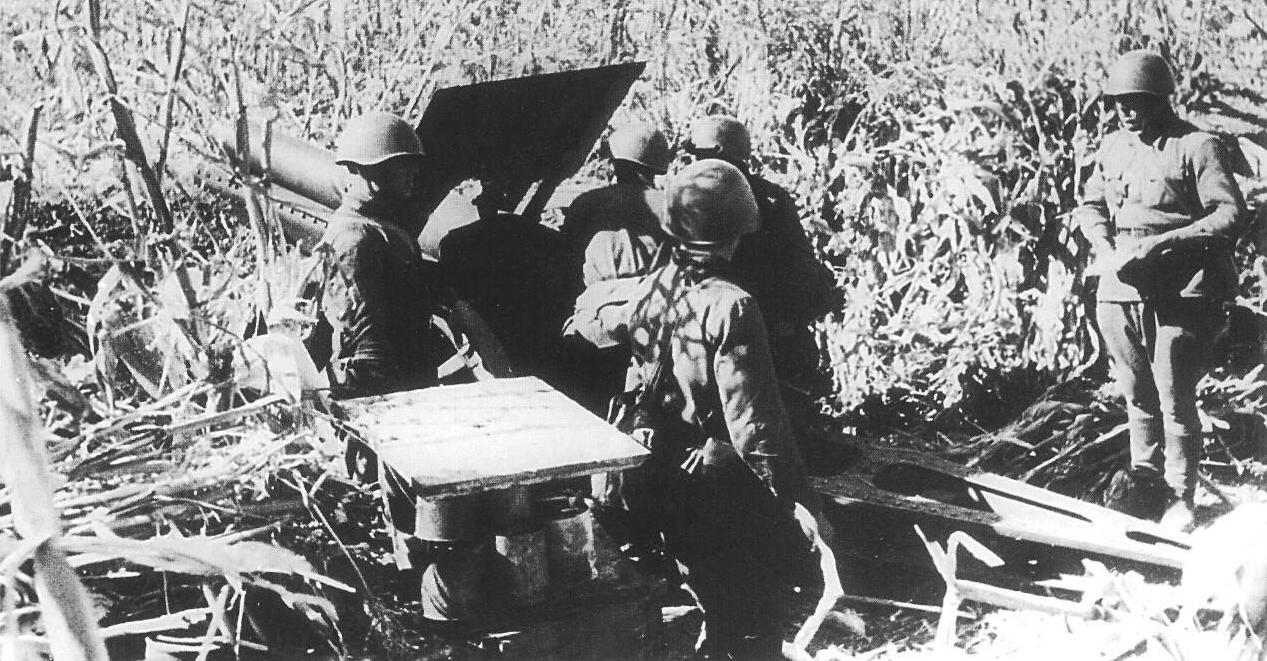
Uma equipe de artilharia soviética durante o cerco.

Em 3 de setembro, o General Ciupercă apresentou um livro de memórias ao então Marechal Antonescu, destacando as más condições das divisões da linha de frente, que estavam exaustas após quase um mês de combates contínuos. Ele propôs uma reorganização de seis divisões (3ª, 6ª, 7ª, 14ª, 21ª Divisões de Infantaria e Guarda), que seriam divididas em 2 corpos e apoiadas por 8 batalhões de artilharia pesada. Estas unidades atacariam então numa única área para romper a linha soviética. O livro de memórias, no entanto, foi rejeitado tanto por Antonescu como pelo Brigadeiro-General Alexandru Ioanițiu, chefe do Estado-Maior Romeno, que argumentaram que um ataque numa única direção deixaria o resto da linha romena demasiado exposta. O Marechal Antonescu posteriormente emitiu uma nova diretriz pedindo ataques entre Tatarka e Dalnik, e Gniliavko e Dalnik, a serem realizados pelo 11º e 3º Corpos, respectivamente. Ioanițiu encaminhou uma nota ao Major-General Arthur Hauffe, chefe da missão militar alemã na Roménia, informando-o da situação em Odessa e solicitando assistência na forma de aeronaves e vários batalhões de pioneiros. Embora a Força Aérea Real Romena tenha tido algum sucesso contra as forças terrestres e aéreas soviéticas, estava mal equipada para ataques anti-navios, e os soviéticos estavam sendo constantemente reforçados e reabastecidos pela Marinha.

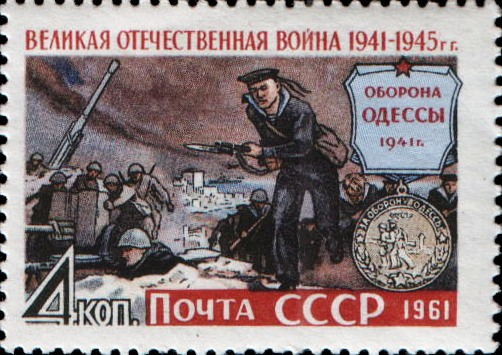
Selo postal soviético celebrando a Defesa de Odessa.

Entretanto, a ofensiva romena foi interrompida à espera de reforços. Chegou um destacamento alemão liderado pelo Tenente-General René von Courbier e composto por um regimento de infantaria, um regimento de pioneiros de assalto e dois regimentos de artilharia. Ao mesmo tempo, os soviéticos também receberam 15.000 homens e munições. Em 9 de setembro, Ciupercă foi substituído pelo Tenente-General Iosif Iacobici, que foi expressamente ordenado a seguir as diretrizes do Estado-Maior sem questionar. A ofensiva foi retomada em 12 de setembro, mas foi novamente interrompida temporariamente em 14 de setembro, quando as unidades de artilharia romenas e alemãs estavam com pouca munição. Dois batalhões Vânători foram cercados por tropas do Exército Vermelho perto da margem de Hadjibey, mas acabaram sendo resgatados apesar dos esforços soviéticos para aniquilá-los.

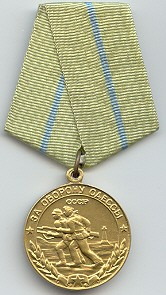
Medalha "Pela Defesa de Odessa" da União Soviética.

Na noite de 15 de setembro, as tropas soviéticas romperam contato com o 1º Corpo romeno e recuaram para sudeste. Em 16 de setembro, o 1º Corpo tomou as alturas a noroeste de Gross-Liebenthal. As tropas romenas também ocuparam a área ao sul da margem Sukhoy. Mais de 3.000 soldados soviéticos foram capturados, mas essas perdas foram substituídas pela 157.ª Divisão de Fuzileiros, com uma força de 12.600 soldados. Além disso, 18 companhias soviéticas foram trazidas de Novorossiysk. Os combates de partisans continuaram, no entanto, nas catacumbas da cidade.
A contra-ofensiva soviética que pretendia quebrar o cerco ocorreu na noite de 21 para 22 de setembro de 1941 e foi o clímax da batalha por Odessa. As tropas do Exército Vermelho estabeleceram uma cabeça de ponte em Chebanka, ameaçando o flanco direito mais fraco do 4º Exército romeno. Antes que os soviéticos pudessem atacar, uma formação de 94 aeronaves romenas (32 bombardeiros e 62 caças) apoiadas por 23 aeronaves italianas atacaram as tropas do Exército Vermelho enquanto avançavam para o norte. Durante a batalha aérea que se seguiu, que durou dez horas, numerosos bombardeios e ataques de metralhadora foram realizados contra a cabeça de ponte soviética, bem como numerosos combates aéreos com a Força Aérea Soviética. A cabeça de ponte foi pulverizada, com todas as tropas soviéticas retirando-se da área durante a noite de 4 para 5 de outubro. As forças aéreas do Eixo destruíram mais de 20 aeronaves soviéticas (nove ou dez delas durante batalhas aéreas), enquanto perderam um caça romeno durante combates aéreos e mais quatro abatidos por armas antiaéreas soviéticas ou destruídos no solo. Um bombardeiro italiano Savoia-Marchetti também foi perdido.
Com o avanço das forças do Eixo na União Soviética, Stavka decidiu evacuar os defensores de Odessa. Na noite de 14 para 15 de outubro de 1941, a Frota do Mar Negro evacuou a guarnição para Sebastopol, onde a maioria das unidades foram posteriormente destruídas nos violentos combates que ali ocorreram durante a defesa de Sebastopol. A Frota do Mar Negro também conseguiu evacuar 350 mil soldados e civis.

## Guerra naval

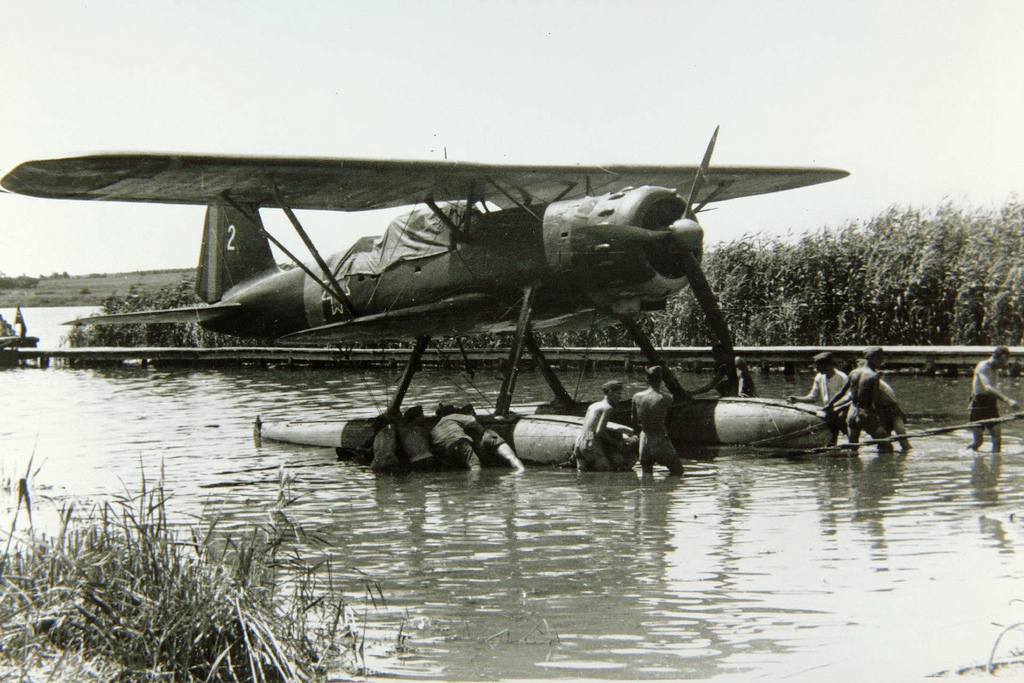
Hidroavião romeno Heinkel He 114.

Em apoio à ofensiva terrestre, a Marinha Romena despachou torpedeiros a motor para o porto recentemente ocupado de Vylkove (Vâlcov em romeno). Durante a noite de 18 de setembro, os torpedeiros a motor NMS Viscolul e NMS Vijelia atacaram um comboio soviético ao sul de Odessa, cada barco lançando seus dois torpedos contra o contratorpedeiro inimigo mais próximo. Três dos quatro torpedos falharam. O quarto torpedo atingiu e danificou o destróier soviético, mas não detonou. Foi uma das poucas ações que a Marinha Romena empreendeu para apoiar o cerco, limitando-se geralmente a patrulhas do submarino Delfinul.
Em 20 de agosto, Delfinul travou o único confronto submarino contra submarino do cerco. Às 12h08, o submarino classe M soviético M-33 lançou um torpedo contra ele, que errou. O Delfinul contra-atacou rapidamente com suas metralhadoras duplas de 13mm, fazendo com que o submarino soviético submergisse e recuasse.
Durante a evacuação de outubro, os hidroaviões Heinkel He 114 da Aviação Naval Romena capturaram um navio mercante armado soviético.

## Consequências

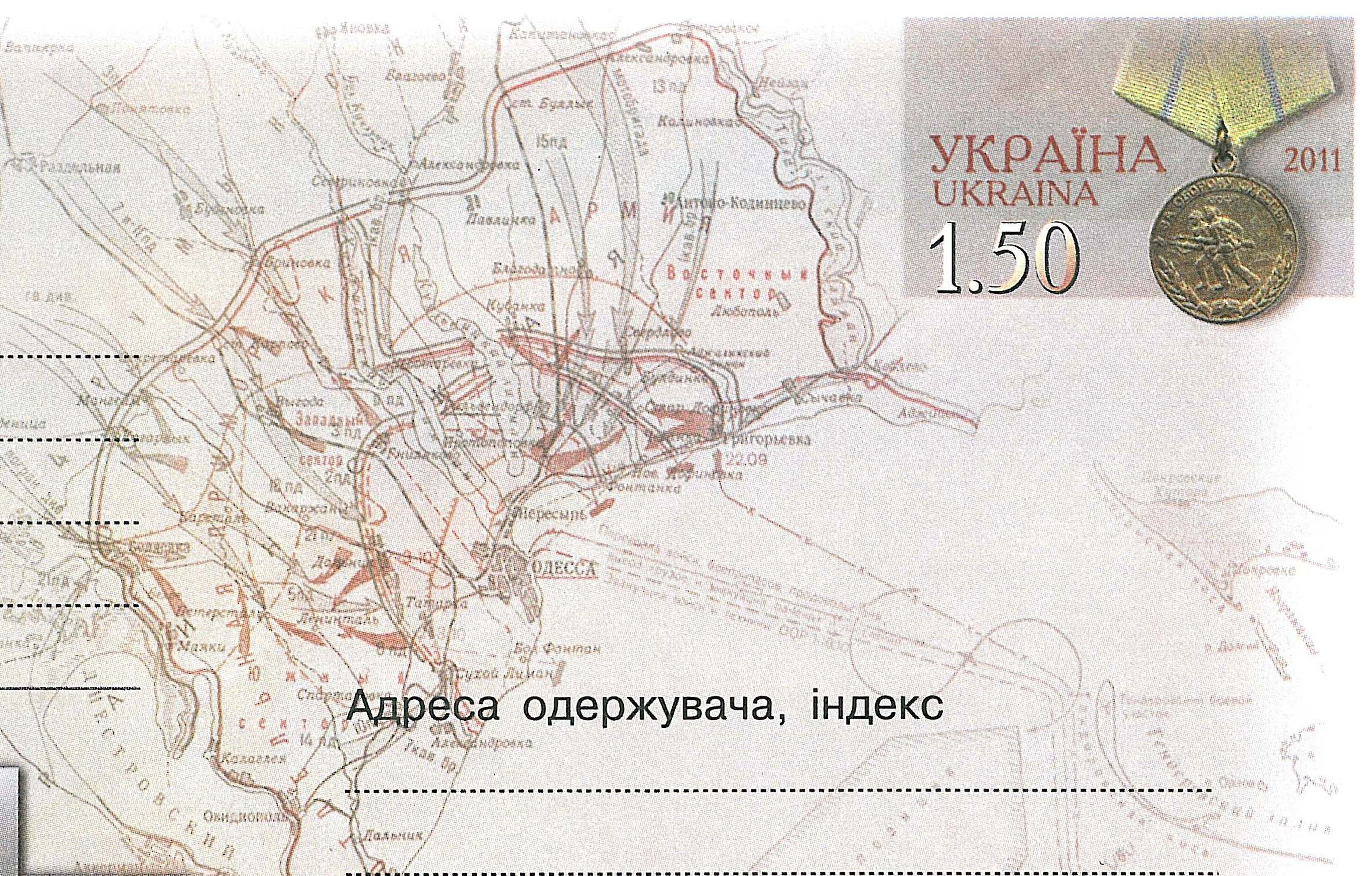
"Mapa da Defesa de Odessa" do Serviço Postal Ucraniano, 2011.

As operações em Odessa revelaram fraquezas significativas no Exército Romeno, levando os líderes militares e políticos do país a apelar à interrupção das operações militares contra a União Soviética. Ion Antonescu ignorou tais objecções, considerando a participação contínua e a eventual vitória na Frente Oriental como necessárias para a restauração da integridade territorial da Roménia. Por outro lado, a captura de Odessa permitiu a Antonescu ultrapassar Mussolini em prestígio, já que este não tinha despojos comparáveis. Odessa foi a conquista mais importante durante a guerra – sem apoio alemão substancial – por qualquer uma das potências menores do Eixo Europeu.

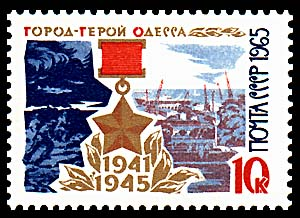
Selo postal da URSS de 1965 "Cidade Heróica de Odessa 1941–-1945".

As baixas sofridas durante o cerco de Odessa foram:
- Romenas
  - 17.729 mortos, 63.345 feridos e 11.471 desaparecidos
- Soviéticas
  - 16.578 mortos ou desaparecidos e 24.690 feridos (Glantz)
  - 60.000 mortos, feridos ou desaparecidos (Axworthy) [6][24]

A recaptura da Bessarábia e do Norte da Bucovina na Operação Munique e a subsequente vitória em Odessa levaram a uma desmobilização parcial do exército romeno, que foi reduzido em tamanho de quase 900.000 efetivos em 1º de outubro para 465.000 em 1º de janeiro de 1942. Politicamente, a presença de tropas romenas em Odessa e o estabelecimento do Governatorato da Transnístria levaram a uma deterioração da situação internacional da Roménia, com os britânicos declarando guerra à Roménia em 6 de dezembro, e em 12 de dezembro, a Roménia declarou guerra aos Estados Unidos em solidariedade com Alemanha e Japão.

## Comemoração
Odessa foi uma das primeiras quatro cidades soviéticas a receber o título de "Cidade Heroica" em 1945, sendo as outras Leningrado, Stalingrado e Sebastopol. O Museu da Defesa Heróica de Odessa (Memorial da 411ª Bateria Costeira) foi inaugurado no dia do 30º aniversário da vitória sobre a Alemanha Nazista, em 9 de maio de 1975. Nas proximidades também fica o Museu da Glória Partisan nas Catacumbas de Odessa. O museu subterrâneo comemora o movimento partisan na região de Odessa.